# Whewell (cráter)
Whewell es un cráter de impacto lunar que se encuentra en un tramo de terreno resurgido por flujos de lava al oeste del Mare Tranquillitatis. Se encuentra a unos 25 km al este del cráter prácticamente desintegrado Tempel y al noroeste de D'Arrest. Más de 25 km al este se halla Cayley, una formación ligeramente más grande pero muy similar. Al norte se localiza la Rima Ariadaeus, que es una grieta lineal de 300 kilómetros de largo que se formó cuando una sección de la corteza de la Luna se hundió entre dos líneas de falla paralelas, produciendo un fosa tectónica. Más al norte de nuevo, se encuentra el cráter de 90 km de ancho Julius Caeser. Su diámetro es de 12 km de largo, con una profundidad de 2300 metros. Además, su área es de alrededor de 140 km² y el perímetro es de unos 45 km.
|  |

Se trata de un cráter circular en forma de cuenco, con paredes interiores que se inclinan suavemente hacia una pequeña plataforma interior. Este cráter no se ha erosionado significativamente, y su borde está bien definido. Un pequeño cráter anónimo al norte se une con Whewell. También en esa misma zona se localizan dos curvas más pequeñas y una gran curva hacia el suroeste, originadas por impactos más pequeños cercanos al cráter.
El cráter lleva el nombre del filósofo y naturalista del siglo XIX, William Whewell.

## Cráteres satélite

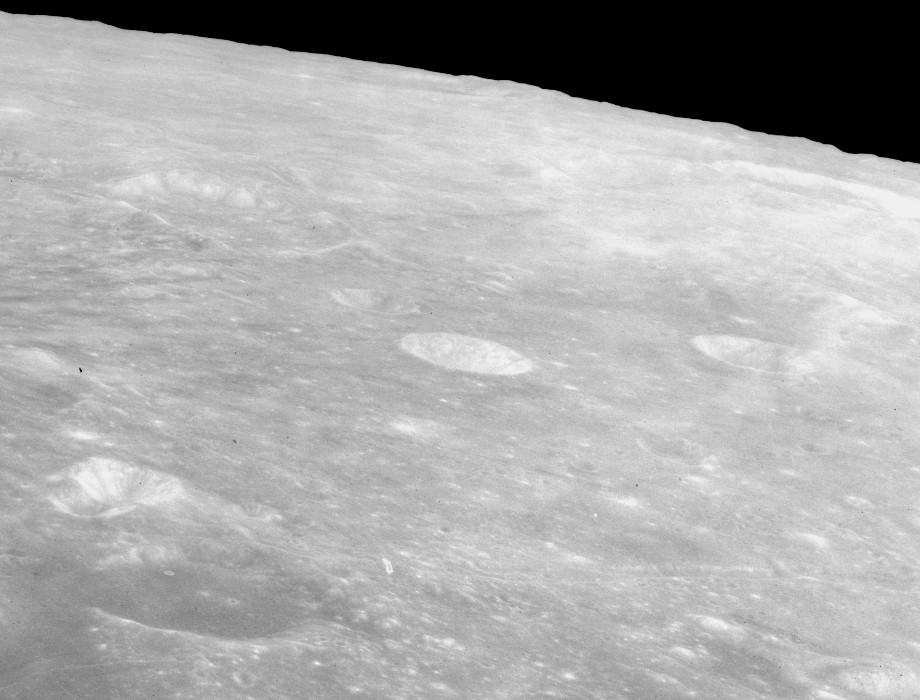
Entorno de Cayley. Vista tomada desde el Apolo 15.

Por convención estos elementos son identificados en los mapas lunares poniendo la letra en el lado del punto medio del cráter que está más cercano a Whewell. Son Whewell A y Whewell B, ambos localizados al noreste.
|         | \| Whewell \| Coordenadas \| Diámetro \| \| ------- \| -------------------------- \| -------- \| \| A \| 4°42′N 14°06′E / 4.7, 14.1 \| 4 km \| \| B \| 5°00′N 14°30′E / 5.0, 14.5 \| 3 km \| |          |
| Whewell | Coordenadas | Diámetro |
| A       | 4°42′N 14°06′E / 4.7, 14.1 | 4 km     |
| B       | 5°00′N 14°30′E / 5.0, 14.5 | 3 km     |